# Raion de Preiļi
El raion de Preiļi (letó: Preiļu rajons) és un dels 26 raions en què es dividia Letònia fins a la reforma administrativa i territorial promulgada el 2009.